# Nyzy

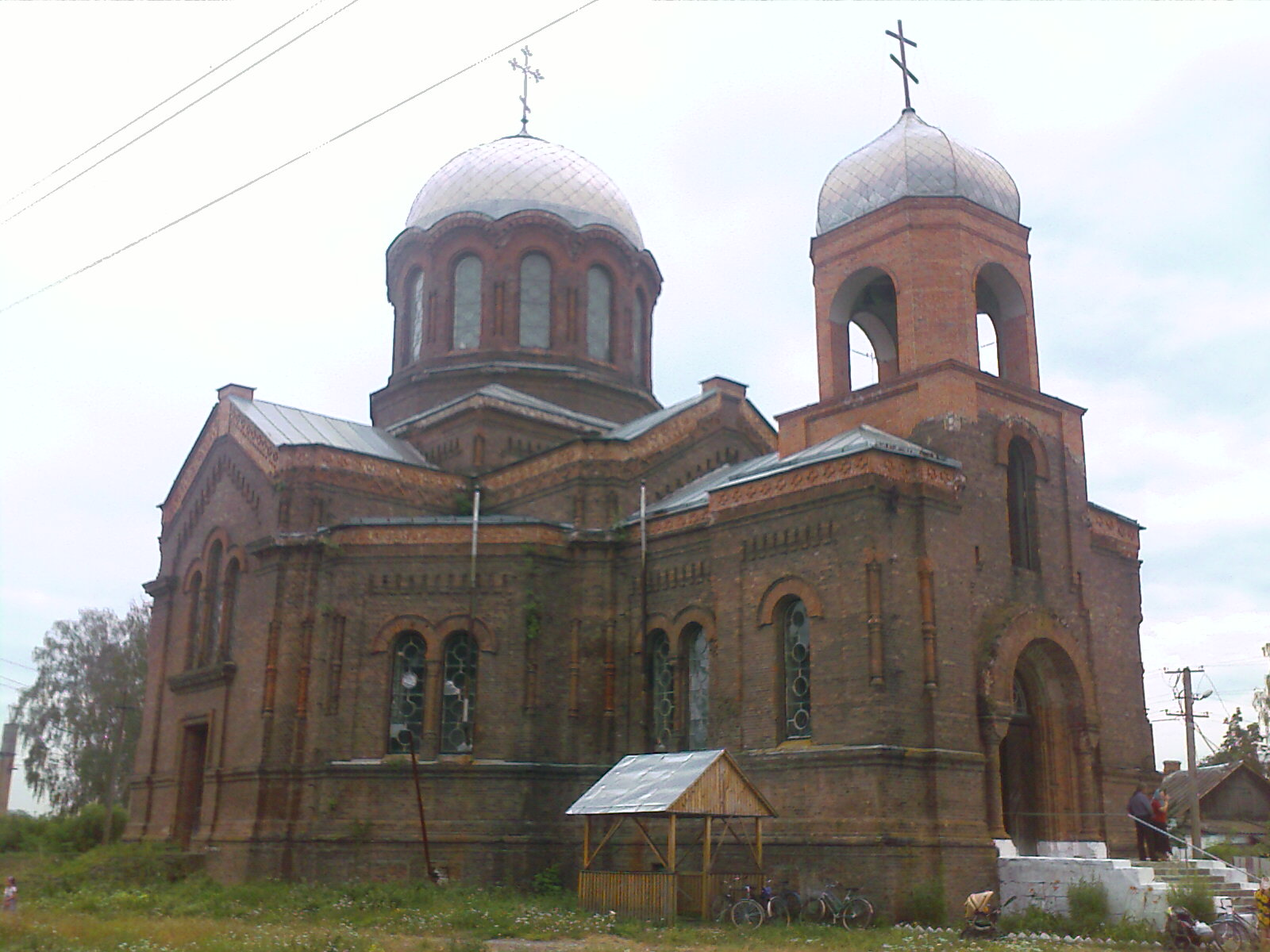
Commune de Nyzy. Église Rizdva

Nyzy (ukrainien : Низи, russe : Низы) est une commune urbaine de l'oblast de Soumy, en Ukraine. Elle compte 2 745 habitants en 2021.